# Museo de Brunéi
El Museo de Brunéi es el museo nacional del país asiático de Brunéi. Se encuentra ubicado en la ciudad capital, Bandar Seri Begawan.
Desde 1969, el museo ha publicado el Museo de Brunéi Journal, una revista académica que se produce anualmente.